# Khürelkhüügiin Bolortuyaa
Khürelkhüügiin Bolortuyaa (3 maggio 1996) è una lottatrice mongola, specializzata nella lotta libera.

## Palmarès
- Campionati asiatici

Almaty 2021: argento nei 62 kg.
Ulaanbaatar 2022: bronzo nei 57 kg.